# 臺灣政治史
台灣政治史起始可遠自17世紀中期的大肚王國，期間歷經荷西時期、鄭氏王朝、台灣清治時期、台灣日治時期與中華民國時期。

## 政府機構沿革
17世紀中期荷兰人和西班牙人入侵台湾，分别于台南和台北设立商站，后逐渐行使少量政治职能，分別是台灣北部的西班牙殖民政府與同時據臺的荷蘭殖民政府，而後者並於1640年代成為台灣唯一统治机构。
1662年－1683年，台灣政府指的是鄭氏王朝的承天府。1683年－1895年，長達兩百餘年的清朝統治下，成為中國地方政府的台灣政府則是指中國福建省所轄的台灣道、台灣府或1885年從福建獨立出來的台灣行省。
1895年，台灣邁入日治時期後，台灣官署或台灣政府則指行政與軍事專制的台灣總督府。1945年，台灣日治時期結束，成為中華民國新領土的台灣，其統治政府則變成了台灣省行政長官公署。1948年－1950年，中國國共內戰最激烈期間，台灣最高政府則為台灣省政府。自1950年代中華民國總統府暨行政院遷台並穩固陣腳後，台灣政府自然而然成為中華民國政府代名詞。

### 原史時期
台灣原史時期的主要居民為原住民，其政治型態多以部落為主，每個部落或自理其事務，或與其他部落聯合，類似古希臘的城邦制。其中亦有較大型的部落聯合政體，如大肚王國等。

#### 大肚王國
大肚王國為17世紀已存在，由臺灣原住民的巴布拉族與巴布薩族、巴則海族、洪雅族、道卡斯族所組成的跨族群準王國。領域範圍主要在今天的台中市，以及彰化縣和南投縣的一部分，首都位於大肚社（約為今台中市大肚區一帶），最強盛時期共統治有27社。該王國在荷西時期向荷蘭方面的台灣長官稱臣，但仍保有自治權。鄭氏入台後與承天府方面為並立政權，並時常發生衝突，該國直至清治時期才正式瓦解。

### 荷西時期

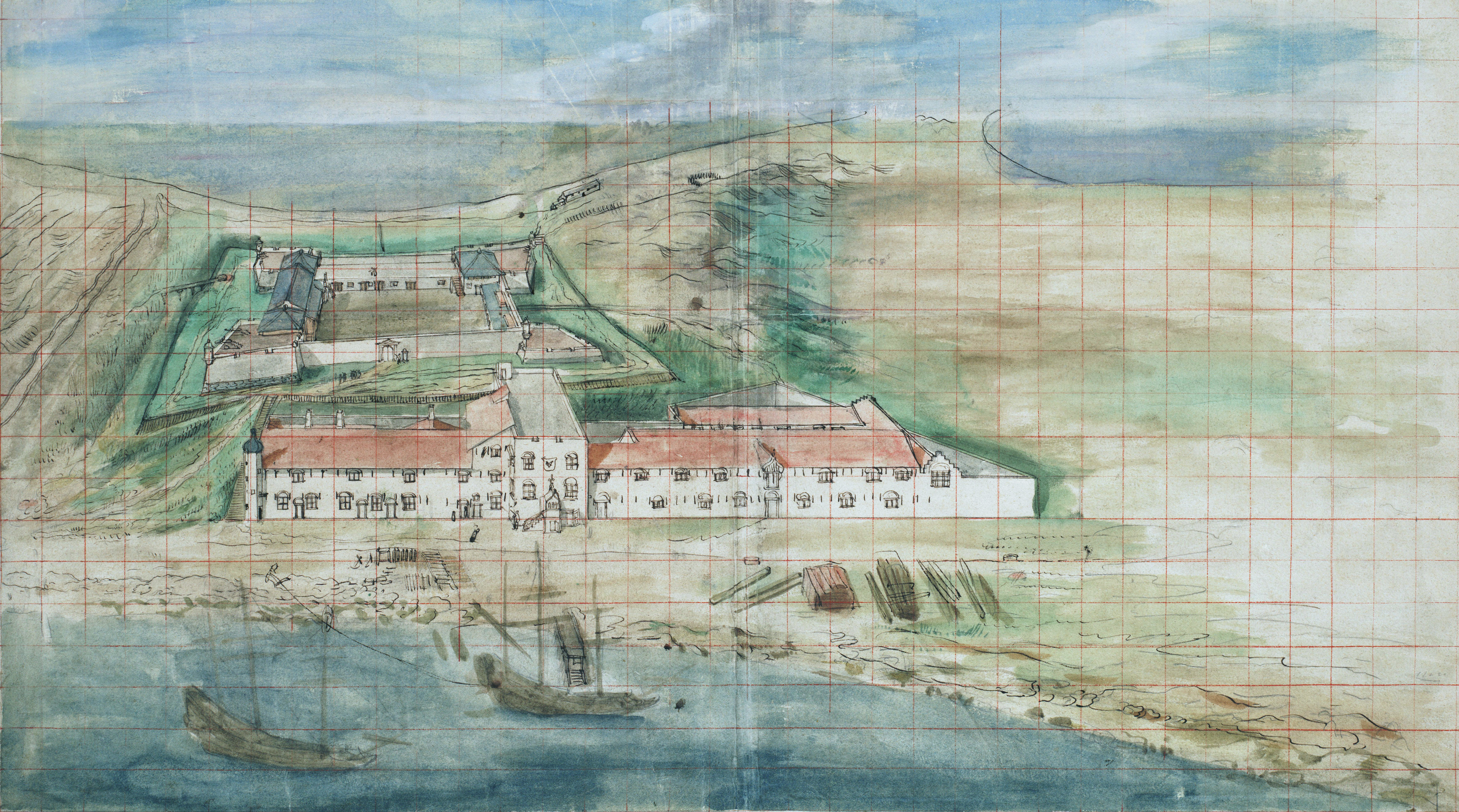
《熱蘭遮城與長官官邸鳥瞰圖》約翰·芬伯翁／約1635年／73 x 103 cm／荷蘭 海牙國家檔案館藏

#### 台灣長官
台灣長官（Governor，亦譯成大員長官、福爾摩沙長官）是指台灣受荷蘭統治時，由荷蘭聯合東印度公司所委任的駐台行政長官，負責全島行政事務。從1624年至1662年，共12任。
以印尼為總部的荷屬聯合東印度公司，1622年初佔台灣澎湖時，以馬公作為東亞貿易的轉口基地。1623年，荷蘭人於一鯤身建立簡單砦城，之後以此為基礎，興建規模較大的城堡「奧倫治城」（Orange），1627年以荷蘭省名澤蘭省（或譯熱蘭省）改建命名為熱蘭遮城（Zeelandia），至此成為台灣長官駐守之行政中心。
| 台灣長官 |      |      |      |                |                      |
| 國籍     | 首任 | 末任 | 任數 | 時間           | 行政中心             |
| 荷蘭     | 宋克 | 揆一 | 12   | 1624年－1661年 | 台灣台南（熱蘭遮城） |

#### 雞籠淡水長官
雞籠淡水長官為台灣荷西殖民時期，西班牙設於台灣北部的統治官職名稱，首任長官為1626年攻下北台灣的伐爾得斯。
包含台灣遠征軍統帥伐爾得斯，1626年－1642年間，擔任此長官職位的西班牙人共有八位，1630年起，該職位又分為西班牙雞籠長官與西班牙淡水長官。兩職分設立於雞籠（今基隆）與淡水兩地。而此長官職位，直至西班牙遭荷蘭人打敗，讓出雞籠與淡水兩地為止。
1630年之後分設於基隆與淡水兩地的雞籠淡水長官，行政中心分設於台灣基隆和平島與大台北地區的淡水市鎮。其中，設於和平島一地之駐紮行政中心為聖薩爾瓦多城，而淡水長官駐守地則為今仍相當盛名的紅毛城。
| 雞籠淡水長官 |                    |                    |      |                |                                |
| 國籍         | 首任               | 末任               | 任數 | 時間           | 行政中心                       |
| 西班牙       | 阿爾卡拉索（基隆） | 波爾的里奧（基隆） | 7    | 1626年－1642年 | 台灣基隆和平島（聖薩爾瓦多城） |
| 西班牙       | 格司曼（淡水）     | 赫爾南勒茲（淡水） | －   | －             | 台灣淡水（紅毛城）             |

### 明鄭時期

#### 延平郡王

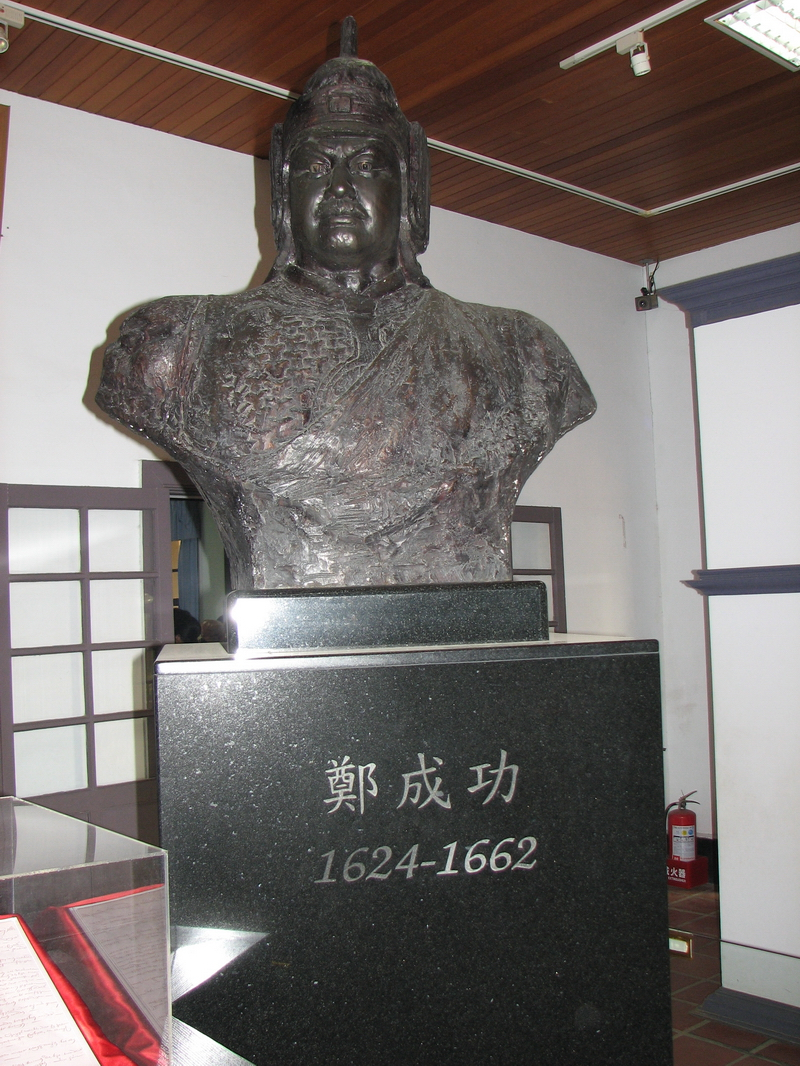
安平古堡的鄭成功像

延平郡王為明朝永曆帝於1653年賜於鄭成功的封號，因此一般來說，延平郡王指的都是鄭成功。如：台灣各地今常見的延平郡王祠。不過即使如此，繼任鄭氏王朝統治者的鄭經與鄭克塽亦自稱為延平郡王。而1661年起，延平郡王所轄領土除了福建一部份之外，也包含了南台灣。尤其是1664年，鄭經失去福建大部領土後，延平郡王實為南台灣統治者。而歷任郡王及實際開始統治南台灣的年份為：
- 鄭成功：1661年
- 鄭經：1662年
- 鄭克塽：1681年

| 延平郡王 |        |        |      |                |          |
| 國籍     | 首任   | 末任   | 任數 | 時間           | 行政中心 |
| 鄭氏王朝 | 鄭成功 | 鄭克塽 | 3    | 1661年－1683年 | 台灣台南 |

#### 承天府府尹
承天府府尹，是指鄭氏王朝自1661年於南台灣設置的台灣最高地方政府主管官，1664年，承天府旋即被鄭經所廢，承天府府尹亦裁撤取消。較為特殊的是，鄭成功與鄭經建台期間，仍據閩南部分領土，故台灣庶務多由承天府府尹統治治理。
| 承天府府尹 |        |        |      |                |          |
| 國籍       | 首任   | 末任   | 任數 | 時間           | 行政中心 |
| 鄭氏王朝   | 楊朝棟 | 翁天祐 | 4    | 1661年－1664年 | 台灣台南 |

#### 東寧總制
東寧總制為鄭氏王朝初期總轄台灣的官職。1674年，東寧總制正式設立，擔任此官職的為明鄭要臣陳永華。而該職務之設立，其主要目的為鄭經西征中國期間，留守台灣之用。越數年，鄭經攻打中國福建失利回台後，該總制並未取消。1680年5月，陳永華因病辭卸該官職，並於同年7月逝世。之後，即無人擔任該官職。
| 東寧總制 |        |        |      |                |          |
| 國籍     | 首任   | 末任   | 任數 | 時間           | 行政中心 |
| 鄭氏王朝 | 陳永華 | 陳永華 | 1    | 1674年－1680年 | 台灣台南 |

### 清治時期

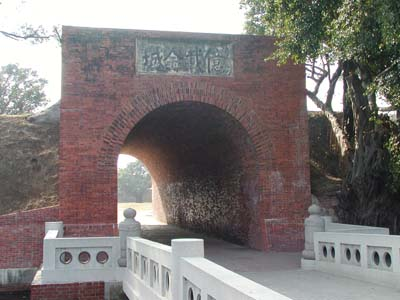
1874年，在台南安平所建的「億載金城」，是清朝政府面對國際列強壓力、重新思考台灣政策的產物。

#### 台灣道
台灣道為清朝特殊行政區劃及官職。就官職而言，其職掌介於巡撫與知府之間，同性質官職尚有上海道或金陵道道員。而台灣清治時期這段時間，台灣道正屬福建省所管轄，地位位階為略低於福建巡撫，但高於如：泉州知府或漳州知府的建制，不過因為台灣道初設於廈門辦公，清康熙朝爾後管轄範圍與性質又與掌管內政的台灣府知府相近，因此部分文獻以不同立場稱台灣府知府為此階段實際統治者。
台灣道屬於道員一級之正四品文官。除了統管台灣政學經建內政外，也制約管轄台灣鎮總兵，為台灣地方的實際軍政領導人。而其官職全名，依沿革先後為福建分巡台灣廈門道、福建分巡台灣道、福建分巡臺灣兵備道、按察使銜分巡台灣兵備道，除此，台灣道官職名稱亦稱為台灣巡道或分巡台灣道。
官餉酬勞方面，以1755年（乾隆二十年）台灣所列歲出為例子，台灣道之年俸銀為六十二兩四分四釐，養廉銀一千六百兩（台灣縣及鳳山縣各出四百兩，諸羅縣八百兩），合計為一千六百六十二兩四分四厘。而當時差役工人薪餉，約為一年二十兩至三十兩。

#### 台灣知府
台灣知府為台灣府的主官，建省前後分別受台灣道、福建臺灣布政使及福建臺灣巡撫等官職制約。1895年，台灣被清朝政府割讓予日本後，台灣府予以裁撤廢除。

#### 台灣巡撫
台灣巡撫設置於1885年，為台灣建省後的島內最高地方統治者。同年，福建巡撫裁撤，設閩浙總督，而建省後的台灣省正式名稱亦稱為福建台灣省。1887年，台灣巡撫更名為福建台灣巡撫。
台灣巡撫或福建台灣巡撫總管台灣軍政。在官職上，台灣屬巡撫官銜，品等為正二品或從二品。在官餉方面，以首任巡撫劉銘傳為例：年薪約為白銀155兩，養廉銀則為一萬兩，與升格前的按察使銜台灣道道員薪津相距甚大，而當時工人差役一年薪餉則約為二、三十兩左右。

### 台灣民主國
由於甲午戰爭（1894年—1895年）的失敗，清廷被迫簽訂馬關條約，將臺灣和澎湖割讓給日本。1895年5月23日台灣仕紳祖「台灣民主國」唐景崧被推為台灣民主國的總統。不久，唐景崧內渡。同年6月下旬，民主國餘眾又在台南擁立大將軍劉永福為民主國第二任總統。1895年10月，劉永福總統亦兵敗內渡中國。

### 日治時期
簽訂馬關條約為背景，1895年至1945年之間台灣被日本殖民管轄的時期，充滿日本帝國主義殖民政策理論及日本殖民政策的活動形態。史稱台灣日治時期。面對長達半世紀之久的台灣日治時期，大致分為以下三種階段。

#### 始政時期
（1895年－1915年），採取軟硬兼施的政策治理台灣，一般稱為特別統治主義。施行長達二十年，由台灣總督府與日軍為主的日方統治。從1895年的乙未戰爭開始，一直到1915年的西來庵事件為止。屢次招遇台灣民眾頑強的抵抗以及國際間的嘲笑，因而結束。民政長官的後藤新平所持的特別統治主義主導了台灣的政策。在「六三法」的授權下，享有「特別律令權」，集行政、立法與軍事大權於一身。始政時期的前八年，共有三萬二千人被日方殺害，超過當時總人口百分之一。

#### 同化時期
（1915年－1937年），此一時期，國際局勢有了相當程度的變化。由於歷經第一次世界大戰，民族主義開始興盛，這種情況下，民族自決主義更瀰漫全世界。1918年1月，美國總統威爾遜倡議民族自決原則及稍後列寧所提出的「殖民地革命論」，逐漸弱化了西方帝國主義列強，開始對殖民地做出讓步，允諾更大的殖民地自治權或者更開明的制度。在此一時期，日本本國的政治生態也有了改變。1919年被派任為殖民地台灣的首任文官總督的田健治郎與日本首相原敬談妥，以同化政策為統治的基本方針，同化政策即內地延長主義，具體措施上實施地方自治、創設總督府評議會、公佈日台共學制度、獎勵日語等，加以促進同化。

#### 皇民化運動時期

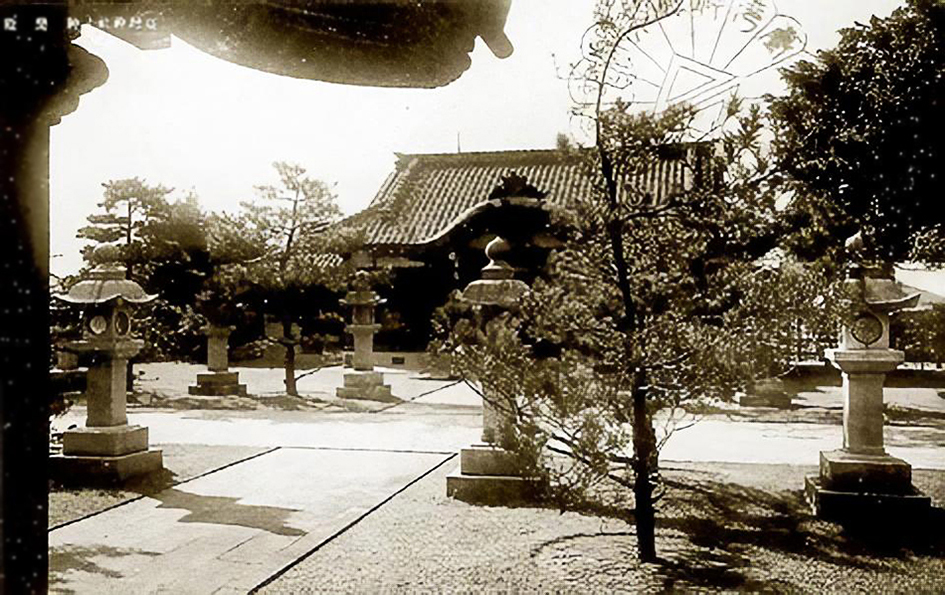
台灣神社。

（1937年－1945年），為統治台灣最後階段的時期，日本在大東亞戰爭爆發後，調整對台政策，在台灣推行了一系列殖民和強制同化的政策。日本需要台灣在物資上的的支援協助，所以，要台灣人同心協力，崇向日本大帝國。自1937年的盧溝橋事件直到1945年第二次世界大戰結束為止。皇民化運動可分為二種階段。第一階段是1936年底到1940年的「國民精神總動員」，重點在於「確立對時局的認識，強化國民意識」。第二階段則是1941年到1945年的「皇民奉公運動時期」，主旨在徹底落實日本皇民思想，強調挺身實踐，驅使台灣人為日本帝國盡忠。在第二次世界大戰時，日本人在台灣徵集許多慰安婦，由於部分慰安婦是在遭到脅迫、欺騙或是不可抗力的情況下被徵召，並有一些慰安婦於軍營中遭虐待，因此造成受害者肉體及心靈上的嚴重創傷，這個事件被群眾視為踐踏女性權利及尊嚴的行為。被視為「皇民」而無端加入太平洋戰爭的台灣，在經濟方面也於此一時期大受打擊。1944年後，受到多次的空襲，使台灣農工生產值降到最低點。

#### 影響
日本統治台灣的五十年之間，對於台灣整體環境，有相當程度的改善，也奠下台灣現代化的基礎。

#### 受降典禮
由於第二次世界大戰期間，日本向美國夏威夷檀香山發動「珍珠港事件」美國軍事受到嚴重損害。向日本本州廣島、長崎先後投下原子彈，中國同時提出歸還東北、台灣、澎湖權利，1945年10月25日正式在台灣舉行受降典禮，為無條件投降。但台灣總督府的官制至1946年5月31日才正式廢除。

### 中華民國時期

#### 台灣省行政長官、省主席、行政院長（國民政府遷台前）
台灣省行政長官是1945年8月29日－1947年5月16日，台灣的實際統治者官職，也是台灣省行政長官公署的主官。該官職只短暫維持不到兩年的時間，也僅由陳儀擔任。不過在此短暫統治台灣期間，台灣省行政長官還經歷了影響後世甚鉅的二二八事件。
台灣省主席為1947年5月16日起的台灣行政首長。其中，跨越了國共內戰之前國民政府時期與遷台後的中華民國政府。而於1950年代國民政府政權未遷台之前，台灣省主席為當時為台灣最高統治者。而其兩任主席分別為：魏道明（1947年5月16日上任）及陳誠（1949年1月5日）。不久，國民黨於國共內戰失利，1949年12月7日，行政院長閻錫山正式宣佈中華民國行政院於台北的「介壽館」（即總統府）辦公，至此，台灣最高統治者又變成行政院長。而此情形延續到1950年3月，蔣中正移署台北總統府實際統治台灣為止。

#### 中華民國總統
1950年1月3日，蔣中正於台灣接管政事。同年3月1日正式「復行視事」後即進駐總統府。至此，成為台灣最高統治者。
今台灣統治者之中華民國總統實為中華民國的國家元首，對內負責政治上的最高責任，全國三軍的最高統帥，對外則代表國家行使權責。總統，在英文中為President。
在國際上，與中華民國有邦交的國家，使用「中華民國總統」的稱呼，而多數國際主流媒體則採用「台灣總統」來稱呼遷台後的中華民國總統，某些國家有時也會直接稱「臺灣共和國總統」。然而中華人民共和國不承認已播遷至台灣的中華民國政府，稱其為「臺灣當局」，故只稱中華民國總統為台灣領導人。世界上多數與中華人民共和國有邦交的國家在尊重一個中國的原則下，在正式場合也採用台灣領導人的稱呼。

## 行政區劃沿革

### 荷屬福爾摩莎（Nederlands-Formosa）
大員—
荷蘭當局把荷屬福爾摩莎及其他有關地區畫分成北部地方會議區、南部地方會議區、淡水地方會議區、卑南地方會議區四大區域，原住民依其所屬區域推舉代表與會。會議係分區召開，開會日期亦有不同，南部、北部皆由長官主持，並於赤崁開會；淡水及卑南分別由駐於安東尼堡、卑南社的代表主持。原則上每年開會一次，也有因故停會，1657年就因南臺灣爆發天花，僅於淡水地方開會。

### 明鄭時期
承天府 —
西元1661年鄭成功攻入台灣，五月佔普羅民遮城，改赤崁為東都明京，總名「東都」。設一府二縣，另設一司為澎湖安撫司。鄭成功死後，其子鄭經廢承天府與東都，雖以東寧王國稱著，但實際控制區域只有台南一帶，升天興縣與萬年縣為州。又於澎湖安撫司外加設南北路兩安撫司。
- 1661年（明永曆15年）

| 承天府 |        |
| 天興縣 | 萬年縣 |

- 1664年（明永曆18年、清康熙3年）

| 東寧王國 |        |
| 天興州   | 萬年州 |

### 清朝治理時期
台灣道 —
清朝康熙年間擊敗明鄭將台灣納入版圖後設立了台廈道，與廈門共署，並同時隸屬於當時的福建省。（道為清朝行政區劃之一，其地位約於府與省之間。）台灣方面，設一府三縣。而總管廈門與清治台灣的臺廈道道署設於廈門，台灣府則設於台南。1723年台廈道更名為台灣道，1727年台灣道正式與廈門分離，並將道署移署於台南。並同時在台灣道底下設一府四縣一廳。（劉寧顏編，《重修台灣省通志》）
光緒十三年(1887年)台灣才獨立設省，因為與中國福建省仍有部分行政業務，因此官方正式名稱稱為福建台灣省，不過一般仍稱分治後的台灣為台灣省。台灣建省之後下設台北府、台灣府、台南府三府，此時的"台灣府"範圍約是現今的台灣中部地區。

### 日治時期
- 1895年-1945年

### 中華民國時期
- 1945年8月31日，頒布“台灣省行政長官公署組織大綱”。9月1日，台灣省行政長官公署在重慶成立臨時辦公處。9月20日，正式公布“台灣省行政長官公署組織條例”。10月25日，台灣省行政長官公署開始在台灣運作。
- 1945年台灣省行政長官公署分設8縣（台北縣、新竹縣、台中縣、台南縣、高雄縣、花蓮縣、台東縣、澎湖縣）、9個省轄市（基隆市、台北市、新竹市、台中市、彰化市、嘉義市、台南市、高雄市、屏東市）與2個縣轄市（宜蘭市、花蓮市）。
- 1947年4月22日，行政院會議決議撤銷台灣省行政長官公署，改組為台灣省政府。
- 1949年台北縣北投鎮、士林鎮獨立直屬於草山管理局。
- 1950年8月，台灣省劃分台北、基隆、台中、台南、高雄等5個省轄市，及台北、宜蘭、桃園、新竹、苗栗、彰化、台中、南投、台南、嘉義、雲林、高雄、屏東、台東、花蓮、澎湖等16個縣，草山管理局於3月先行更名為陽明山管理局。
- 1967年將臺北市改為直轄市，次年納入臺北縣北投、士林（陽明山管理局）、內湖、南港、景美、木柵6鄉鎮。
- 1973年6月，將臺中縣和平鄉所轄的梨山、平等2村劃出設立梨山建設管理局。
- 1974年陽明山管理局撤銷。
- 1979年將高雄市改為直轄市，同時將高雄縣小港鄉劃歸高雄市。另將原屬海南特別行政區的東沙群島、南沙太平島與中洲礁劃歸高雄市代管。
- 1998年12月省政府精省计划實施，台灣省虛級化。

## 選舉制度沿革
台灣最早的選舉為戰前在1935年11月底所舉辦的第一屆市會及街庄協議會員選舉，相當於今日之鄉鎮市民代表選舉，其流程乃依照4月初所公佈的《台灣地方自治制度改正》進行。但因雖在三一法下，選舉人設有性別與財產的限制(年滿25歲男性，年納稅額五元以上，400萬台灣民眾裡面，合乎資格公民者僅為28000人)，且只能選舉一半議員(另一半為官派)，對於要求普選之台灣人民仍有不足。日治時期的台灣選舉共於1935年與1939年舉行兩次（參見1935年台灣地方選舉），之後因為二戰爆發不再舉行。

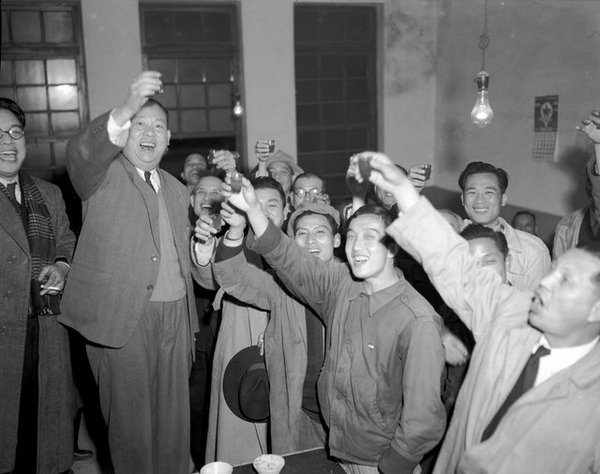
無黨籍台南人吳三連(左二)於1951年1月7日獲悉以65.5%高票當選中華民國首都台北市第一屆民選市長後在辦事處與支持者舉杯同歡。

1945年，台灣進入中華民國時代，隔年，台灣的台灣省行政長官公署舉行各鄉鎮市市民代表普選。而約有240萬宣誓公民參與選舉。之後該市民代表也間接選舉選出各縣縣參議員，而縣參議員則選出名額為30名的台灣參議員（參選人高達1180人）。自1950年底起，縣市長、縣市議員、鄉鎮市長、鄉鎮市民代表、村里長的選舉，就頻繁的於台灣境內舉行。
於選舉方式方面，1950年代之後的台灣選舉方式一般來說，是以普通、平等、直接及無記名單記投票法行之。其中，普通是指滿廿歲台灣公民除了禠奪公權尚未復權或受禁治產宣告尚未撤銷者之外，皆可參加台灣選舉成為選舉人。其餘就無其他限制。另外，平等即為一人一票，而直接及無記名，則表示投票行為必須親自且直接圈選，而選票上並毋須簽名。
台灣總統未直接民選前的的中華民國（台灣）總統選舉共舉行過7次，均為國民大會代表間接選舉，期間為每隔六年選舉一次。因為1996年總統直接選舉前，中國大陸地區國民大會均「遇缺不補」加上國共內戰滯留中國大陸的國民大會代表佔半數以上，因此總數3045名的中華民國國大代表到第七次集會時只剩下1090人。
台灣凍結部分憲法後，1991-4年也開始正常的國會選舉及直轄市市長選舉，依中華民國增修條文改制的總統直接民選於1996年首次舉行，這次選舉與之後的總統選舉不但讓中華民國台灣的中央政府擁有更強的合法性與正當性，也讓台灣從威權轉化為落實主權在民精神的真正民主國家，在政治層面落實台灣本土化運動。直接民選的總統、國會、2000年及2008年的政黨輪替與和平轉移政權更是中華民國台灣主權獨立自主、政治自由民主、社會開放進步、政府依法行政、全民監督政府施政與公僕表現的重要象徵與方式。2003年底成為東亞第一個立法保障公民投票權的國家。

### 政黨沿革
台灣政黨發展雖自日治時期開始，但真正成形卻是以中國國民黨與民主進步黨的演進為主。

#### 台灣民眾黨
台灣民眾黨成立於日治時期1927年的台中市，是台灣人成立的第一個政黨，成立大會由蔡式穀主持。在殖民政府多方的阻撓下，林獻堂、蔣渭水等人不斷更換黨名、修改黨綱，從「台灣自治會」、「台灣民黨」，最終在有條件的允許下成立。初期主要人物還有李應章、蔡培火等人，黨旗為仿中華民國國旗的三星黨旗，以「確立民本政治、建設合理的經濟組織、改廢社會之缺陷」為民眾黨的三大綱要。
而在政治行動上，民眾黨曾提出市街庄議會由諮詢改為議決機關、議員由官選改為民選等要求，也曾因反對台灣總督府的鴉片吸食特許政策而向國際聯盟(聯合國的前身)提出控訴。林獻堂等人於1930年成立台灣地方自治聯盟。1931年，台灣民眾黨遭取締解散。在二二八事件中，不少前台灣民眾黨員遭國民黨政府的迫害甚至致死，包括臺灣民眾黨經濟委員會委員陳炘等人。

#### 中國國民黨
1894年，正值中日甲午戰爭，孫中山先生赴檀香山號召華僑親友，創立「興中會」革命救國組織。歷經興中會、同盟會、國民黨、中華革命黨後，於西元1919年正式改組為中國國民黨，之後並於1927年－1949年成為中國的唯一執政黨。
1949年，中國國民黨於國共內戰失利，該黨隨同國民政府退守臺灣。同年12月11日，中國國民黨中央黨部由中國大陸遷往臺北，並成為台灣的執政黨。2000年，國民黨於中華民國總統選舉中失利後成爲在野黨。2008年，國民黨於中華民國總統選舉中再次獲選成爲執政黨。2016年再度敗選而在野至今。

#### 民主進步黨
1949年中華民國國民政府撤退到臺灣後有部分黨外人士爭取民主與自由。黨外聲勢逐漸發展壯大，1979年爆發的美麗島事件可以說是黨外運動的高潮，施明德、黃信介等多人因此入獄。1980年代，這股黨外實力逐漸組合、統一，並最終在1986年9月28日由132名與會的黨外後援會在臺北圓山飯店宣佈組建民主進步黨。
1986年組黨後的民進黨參加第一次的立委與國代選舉，總得票率都在20%以上。此後民進黨也發動了多次街頭遊行活動，爭取當局解除戒嚴、爭取民代直選與一系列的公共政策調整。
1987年中華民國總統蔣經國宣佈解除戒嚴令，解除報禁、黨禁，民進黨繼續參與臺灣政治，要求總統直選。民進黨通過了「四個如果」的決議文，稱只有在國民黨出賣臺灣人民利益、中共統一臺灣等四個條件成為現實時，民進黨才會支持臺灣獨立。1989年的臺灣縣市長與立委選舉中，民進黨的支持率持續上升。1991年民進黨於第五屆第一次全國代表大會正式通過台獨黨綱，黨綱第一條便宣佈民進黨的基本主張是「通過以住民自決的方式，建立主權獨立自主的臺灣共和國」，首次將台獨的主張提升到黨的主要目標，標誌著民進黨正式成為支持台獨的本土政黨。
1992年的立委選舉中，民進黨得票率達33%，次年的縣市長選舉的得票率已經達到44%。1994年在台北市長的選戰當中，民進黨推出高民意支持的立法委員陳水扁以「快樂 希望 陳水扁」為主軸與新黨趙少康、尋求連任的中國國民黨黃大洲競選，並最後贏得勝選，選舉後雖傳出棄保效應，但陳水扁當選首都市長顯示民進黨已經能夠藉由國民黨的分裂而與其相互抗衡。
1999年為因應2000年中華民國總統大選，民進黨基本政策作了重大改變，通過重要的《台灣前途決議文》，認為台灣已是獨立的國家，國號就是「中華民國」，爭取更多的中間選民認同。並在隨後推選落選的前臺北市長陳水扁與美麗島事件參與人、時任桃園縣縣長的呂秀蓮參選正副總統選舉，選戰過程原本不被外界看好，但由於發生興票案，使得宋楚瑜支持度跌至谷底，在由邱義仁、張俊雄、吳乃仁為首的民進黨競選團隊的操盤下加上陳水扁提出的新中間路線以及李遠哲以「相信改革的力量」支持陳水扁，獲得許多的中立選民支持，最後與宋楚瑜以2.5%差距勝選，實現中華民國歷史上的首次藉由民主政黨輪替。於2008年至2016年在野之後重新獲選執政至今，是為第三次民主政黨輪替。

#### 時代力量
2013年下半年，黃國昌和朋友開始討論成立政黨的可能性，目標是讓中國國民黨在2016年立法委員選舉未能過半，並希望為年輕世代提供參政平臺。受到2014年太陽花學運的影響，2015年林峯正等人宣佈組建時代力量。
組黨後的時代力量參加2016年的立委選舉，時代力量透過與最大在野黨民主進步黨的合作，首次參選的時代力量取得5個席次，包括3席區域立法委員與2席不分區立法委員，取代臺灣團結聯盟成為立法院第三大黨，實現進入立法機構參政議政的目標。
隨著《勞動基準法》的修法，時代力量與民主進步黨開始以強硬話語相向。同時，時代力量內部出現路線的爭議，特別是對於民主進步黨和柯文哲的立場，是要採取合作或保持距離的問題上。
2020年的立委選舉中，時代力量5席區域立委全軍覆沒，高鈺婷在新竹市拿下近三成選票但仍落敗，其他4席選區立委得票率皆落在7-8%之間。政黨票則拿下109萬8100票，得票率7.7%，總共當選3席。